# 風戸裕
風戸 裕（かざと ひろし、1949年3月13日 - 1974年6月2日）は、日本のレーシングドライバー。1960年代後半から1970年代前半にかけて活躍し、当時の日本人ドライバーの中で「F1に最も近い男」と呼ばれた。通算成績は、全カテゴリー含め55戦8勝。
「風戸レーシングリミテッド」のオーナー兼ドライバーとして、レースをビジネスとして運営しようと試み、今日のプライベートレーシングチーム形態の先駆けになったと評される。
また自身のレーシングマシンメンテナンスのために、今日まで活動を続ける老舗コンストラクター、ノバエンジニアリングを設立した。
千葉県茂原市出身。1973年成蹊大学経済学部経営学科卒業。

## 経歴
1949年3月13日、当時電子顕微鏡技術において最先端を行き、世界中から大きな評価を得たことで知られる日本電子光学研究所(JEOL)創立者である風戸健二の次男として生まれる。
成蹊高等学校在学中の1965年に16歳で軽免許を取得し、翌1966年にはマツダ・キャロルを買ってもらう。この車はすぐにチューニングが施され、ジムカーナに4戦ほど参戦。優勝2回に2位1回の成績を収める。
1967年に18歳になるとすぐに普通免許を取得し、ホンダ・S800を購入。さらにその一ヶ月後にA級ライセンスを取得した。そしてこの1ヵ月後に行われた第4回日本グランプリを観戦し、ニッサンワークスの高橋国光の日産・R380と、プライベート出場の生沢徹のポルシェ・906が激しく争い、生沢が優勝した姿を目の当たりにしている。
このことに大きく触発された風戸は、それから僅か11日後の5月13日-14日に船橋サーキットで行われた日刊スポーツJr.チャンピオンレースに、自身のホンダ・S800でデビューし2位入賞を遂げた。

### 1968年
レース活動を本格化。この年は富士スピードウェイを主戦場にホンダS800で年間14戦に出場している。（主なレース結果は以下の通り）
2月11日
富士チャンピオンレース第2戦に出場し3位入賞。
3月23日-24日
第10回日本スポーツカー富士300キロレース大会に出場し29台中23位。これが風戸にとって初めての耐久レース出場。
5月3日
'68日本グランプリの前座GTレースに出場。一時クラストップを走る健闘を見せるが最終的には4位フィニッシュ。
8月24日-25日
第3回富士ツーリスト・トロフィー・レース大会に出場。初のリタイアを喫する。

### 1969年
それまで使っていたホンダ・S800から、マシンの面倒を見てくれていた神山モータース経由で、鈴鹿サーキットが放出したブラバムBT16を購入。同年5月に行われたJAFグランプリのメインレースに出場し、1000cc以下クラスで2位、総合7位に食い込む健闘を見せた。この年タキレーシングに所属し、ブラバム・ホンダBT16、ポルシェ・910で富士300キロレース大会、JAFグランプリレース大会、NETスピードカップレースとJAF公認レース全8レースに出場。
4月6日
富士300キロレース大会'69ゴールデンシリーズI1の第4レースに、ホンダブラバムBT16（神山チューンのホンダ・S800エンジン搭載）で出場し5台中2位。国内格式フォーミュラ初出場。
10月10日
1969年日本グランプリにポルシェ・910で出場。長谷川弘と組む。総合8位・クラス優勝。
11月3日
富士スピードフェスティバル富士300キロレース大会'69ゴールデンシリーズにポルシェ・910にて出場し2位以下に4周差をつけての初の総合優勝。

### 1970年
タキレーシングがシーズン途中で活動を中止したことに伴い、風戸レーシングリミテッド設立。
この年ポルシェ・910を駆って、全日本SIIチャンピオンを獲得する。
1月15日
鈴鹿300kmにポルシェ・910で出場し2位・クラス優勝。
3月22日
全日本ストッカー富士300にポルシェ・910で出場し優勝。
4月1日-4月5日
全日本鈴鹿500km自動車レースにポルシェ・910で出場し総合優勝。
6月14日
東京クラブ連合レースシリーズ2にRQアウグスタで出場し優勝。
8月9日
NETスピードカップレース、NETマキシカップレース（B）にマツダ・プレストロータリークーペM10Aで出場し優勝。

### 1971年
富士グランチャンピオンレース（富士GC）にポルシェ・908/2で参戦を始め、優勝1回・2位1回で、シリーズランキング4位。また、ローラT222･シボレーでアメリカのカナディアン-アメリカン・チャレンジカップに日本人として初参戦。猪瀬良一ら日本人メカニックが同行し、シーズン最高位は5位、年間ランキング10位に入る。
5月3日
日本グランプリにマテル・シズラー・スペシャル（ブラバムBT30･三菱R39エンジン搭載）で参戦し6位入賞・クラス優勝。
10月10日
富士GCにポルシェ・908/2で出場し、生沢徹のポルシェ・917Kを下し優勝。これが富士GCにおける初優勝。

### 1972年
マーチとヨーロッパF2シートの契約交渉を行うが、ニキ・ラウダに敗れる。しかしマーチのセミ・ワークスチームより、前年のチャンピオンマシンであるマーチ722･Fordで出場が決定。この年はヨーロッパでの活動に専念し、5位入賞1回、年間ランキング24位。
8月20日
イタリアのエンナ・ペルグーサにおいて5位入賞。初ポイントを獲得。

### 1973年
新たな体制として、自らのマシンをメンテナンスするために山梨信輔と共にノバエンジニアリングを設立。国内では富士GCシリーズに(GRD-S73・Ford&三菱,シェブロンB23・BMWなどで)参戦し、優勝1回・2位1回で、シリーズランキング3位。一方、海外においてはチーム・ニッポンとしてヨーロッパF2にGRD･Ford&シュニッツァーBMWで参戦し、5位入賞1回・6位入賞1回で、年間ランキング21位。また、シグマ・オートモーティブがシグマ・MC73で参戦を計画していたル・マン24時間レースに参加を打診するが、実現しなかった。
レース以外では1月に衆議院議員、千葉三郎の議員秘書に就任した。
4月23日
スラクストン（英）において生沢徹とヨーロッパF2にて初対決するも、両者リタイアとなる。
4月29日
ニュルブルクリンク（独）において再び生沢徹と相まみえる。風戸は9位、生沢は13位。
6月17日
ホッケンハイムリンク（独）において予選6位から一時はトップを走るも、シケインのショートカットによる60秒のペナルティーが課せられ6位入賞。
6月29日
モンツァ（伊）において5位入賞。
10月10日
富士GCシリーズ第4戦、富士マスターズ250キロレースにシェブロンB23・BMWにて出場し優勝。

### 1974年
シェブロンのワークスチームに加入し、ナンバー2ドライバーとしてヨーロッパF2に参戦することが決定。この時のナンバー1ドライバーはジェームス・ハントだった。
6月2日
富士GC・第2戦にシェブロンB26・BMWで出場。2ヒート目のスタート直後、直線後半部分で、2番手争いをしていた黒澤元治と北野元のマシン同士が数回接触。その果てに北野はコースから弾き出され、コース脇のダート部分に足を取られコントロール不能に陥った。
北野は前方に風戸、後方に鈴木誠一の間を横切る形でそれぞれの左側に接触、風戸は左巻きにスピン、当時グランドスタンド前に設置されていたガードレールを寸断し信号灯に激突。鈴木は右巻きにスピンしリア部分からガードレールの支柱に一直線に突っ込んでいった。その後何度かの衝突や横転を繰り返した後、ガソリンタンクが破裂し二台は一瞬のうちに炎に包まれ、二人は必死の消火も虚しく焼死した。死亡時、風戸は25歳だった。
この事故を目撃した人の何人かは、風戸が燃えさかるマシンから立ち上がりヘルメットを外した姿を見たというが、実際はマシンから脱出できず車内で死亡したと言われている。
この富士GCの終了後にシェブロンワークスドライバーとしてのヨーロッパF2出場が予定されていたが、風戸はその直前に無念の死を遂げたことになる。
この事故、および前年の中野雅晴が亡くなった事故が契機になり、富士スピードウェイの30度バンクは危険だとして使用されなくなった。また黒澤元治は事故の原因を作ったとみなされ、レース出場停止の処分が下った。
後年スーパーカーブームを巻き起こした漫画「サーキットの狼」の作者である池沢さとしは「風戸選手のファンだったので、主人公の風吹裕矢の名前に“風”と“裕”の２文字を使わせてもらった」と語っている。

## レース戦歴

### 全日本ドライバー選手権
| 年     | エントラント             | 使用車両      | クラス | 1     | 2     | 3     | 4   | 5   | 順位 | ポイント |
| ------ | ------------------------ | ------------- | ------ | ----- | ----- | ----- | --- | --- | ---- | -------- |
| 1970年 | 風戸レーシングリミテッド | ポルシェ・910 | S-Ⅱ    | SUZ 1 | SUZ 1 | FSW 1 | TSU | SUZ | 1位  |          |

### ヨーロッパ・フォーミュラ2選手権
| 年     | エントラント                      | シャシー        | エンジン       | タイヤ | 1       | 2       | 3       | 4       | 5       | 6       | 7       | 8      | 9       | 10      | 11      | 12     | 13      | 14     | 15    | 16      | 17  | 順位 | ポイント |
| ------ | --------------------------------- | --------------- | -------------- | ------ | ------- | ------- | ------- | ------- | ------- | ------- | ------- | ------ | ------- | ------- | ------- | ------ | ------- | ------ | ----- | ------- | --- | ---- | -------- |
| 1972年 | Bloore Racing                     | マーチ・722     | コスワース BDE | G      | MAL Ret | THR DNS | HOC Ret | PAU DNS | PAL DNQ | HOC Ret | ROU DNQ | ÖST 13 | IMO Ret | MAN DNS | PER 5   | SAL 8  |         |        |       |         |     | 24位 | 3        |
| 1972年 | GRSインターナショナル             | GRD・272        | コスワース BDA | F      |         |         |         |         |         |         |         |        |         |         |         |        | ALB Ret |        |       |         |     | 24位 | 3        |
| 1972年 | GRSインターナショナル             | マーチ・722     | コスワース BDA | G      |         |         |         |         |         |         |         |        |         |         |         |        |         | HOC 11 | VLL C |         |     | 24位 | 3        |
| 1973年 | Team Nippon GRSインターナショナル | GRD・273        | コスワース BDG |        | MAL     | HOC Ret | THR Ret | NÜR 9   | PAU 9   | KIN     | NIV 7   | HOC 6  | ROU Ret | MNZ 5   | MAN Ret | KAR 11 | PER Ret | SAL    | NOR   | ALB Ret | VLL | 23位 | 4        |
| 1974年 | Team Harper                       | シェブロン・B27 | コスワース     |        | BAR     | HOC     | PAU     | ZOL DNS | HOC     | MUG     | KAR     | PER    | HOC     | VLL     |         |        |         |        |       |         |     | NC   | -        |

## 関連書籍
- ビル大友『レクイエム風戸裕-栄光への爆走』（中央公論事業出版刊 1977年3月）
- 林信次『サーキットヒーロー-速すぎた男たち･16人列伝-』（光風社出版刊 1988年10月 ISBN 9784875194392）
- 『日本の名レース100選 014』（三栄書房刊 2006年8月 ISBN 9784779600203）
- 黒井尚志『レーサーの死』（双葉社刊 2006年4月 ISBN 4575298913）
- 中部博『炎上―1974年富士・史上最大のレース事故』（文藝春秋刊 2012年4月 ISBN 4163751602）
  - 事故時の音声・映像・写真まで遡って事故の謎を検証している